# Janówek Duranowski
Janówek Duranowski – wieś w Polsce położona w województwie mazowieckim, w powiecie sochaczewskim, w gminie Sochaczew. Ma status sołectwa.
| SIMC    | Nazwa     | Rodzaj    |
| ------- | --------- | --------- |
| 1057700 | Duranów B | część wsi |

W latach 1975–1998 miejscowość administracyjnie należała do województwa skierniewickiego.